# Hermann Lewin
Hermann Lewin (auch Hermann G. Lewin, in den Vereinigten Staaten Hermann G. Lane, geb. 8. Januar 1904, wahrscheinlich in Gollub (Provinz Westpreußen); gest. 5. Juni 1992 in den USA) war ein deutsch-US-amerikanischer Unternehmer und bis 1938 Mitinhaber der Zigarettenfabrik Yramos in Dresden. Nach seiner Auswanderung in die USA nannte er sich ab 1940 Hermann G. Lane und wurde mit seiner Firma Lane Ltd. ein hoch anerkannter Händler von Pfeifentabaken. In der Spezialmischung HGL lebt sein Name fort.

## Leben
1890 gründete sein Großvater seine erste Zigaretten- und Tabakfabrikation in Gollub, sein Vater Julius Lewin verlegte diese 1919 nach Dresden an die Freiberger Straße. Hintergrund waren die besseren wirtschaftlichen Perspektiven, aber auch, dass absehbar war, dass Gollub durch die Bestimmungen des Versailler Vertrages an Polen fallen würde.
Hermann Lewin trat in den 1920er Jahren als Juniorchef in die seit 1922 so benannte Firma Orientalische Tabak- und Zigarettenfabrik „Yramos“ Julius Lewin, die mit Qualitäts- und Markenzigaretten auf eine Jahresproduktion von etwa 500 Millionen Stück kam. Hermann Levin erwies sich als hervorragender Tabakkenner, der Einkäufe in Athen und auf dem Balkan vor Ort persönlich tätigte.
Hermann und Julius Lewin versuchten, trotz des Boykotts jüdischer Geschäfte nach der nationalsozialistischen Machtergreifung, die Firma weiterzuführen, wenngleich der Einkauf erstklassiger Rohtabake nicht mehr möglich war. Gleichwohl trat man der Interessengemeinschaft Zigarettenindustrie bei. Trotz der ungünstigen Bedingungen bedeutete dies zunächst noch eine garantierte Marktquote (300 Millionen Stück pro Jahr). Zwischen 1936 und 1937 fiel jedoch der Umsatz von 88 Millionen auf 42 Millionen Stück. Nach einer Gestapo-Razzia entschloss er sich Ende 1937 gemeinsam mit seinem Vater, die Firma, in der viele Juden beschäftigt waren, zu veräußern.
Im März 1938 kaufte der Reemtsma-Konzern die Firma, den Kaufpreis konfiszierte der NS-Staat. Völlig mittellos wanderte die Familie von Else und Hermann Lewin über Dänemark in die USA aus. Sie siedelte sich 1938 in New York City an und eröffnete ein Einzelhandelsgeschäft für Tabake mit der Adresse 122 East 42nd Street. 1940  nahm Hermann Lewin den Namen Hermann G. Lane an. Kurz darauf etablierte Hermann Lane eine Produktionsstätte für Tabake (Sorten, Mischungen usw.) in der Upper East Side, die Lane Ltd. Die Firma wuchs auf 150 Beschäftigte an und verkaufte bald Premium-Tabake in ganz USA.
1978 veräußerte Hermann Lane die Firma Lane Ltd., deren Firmensitz mittlerweile außerhalb New Yorks lag, an Dunhill, blieb aber noch bis 1982 chief executive, um dann zum chairman ernannt zu werden.
Hermann G. Lane starb am 5. Juni 1992. Die Lane Ltd. gehört als STG Lane Ltd. mit Sitz in Tucker (Georgia) seit 2011 zur Scandinavian Tobacco Group (STG) und exportiert Tabake in mehr als 20 Länder der Welt.
Unter den vertriebenen Tabaken befindet sich auch als Spezialtabak die Mischung HGL aus den Initialen von Hermann G. Lane (Lewin). Diese Mischung soll direkt auf Hermann G. Lane zurückgehen, der sie für den Eigengebrauch kreiert habe.